# Доња Вечериска
Доња Вечериска је насељено место у Босни и Херцеговини у општини Витез. Административно припада Федерацији Босне и Херцеговине, односно њеном Средњобосанском кантону. Према попису становништва из 2013. у насељу је било 588 становника, а село је имало мешовиту бошњачко-хрватску популацију.

## Становништво
По последњем службеном попису становништва из 2013. године у насељу Доња Вечериска живело је 588 становника, а село је било етнички хетерогено са мешовитом бошњачко-хрватском популацијом.
| Националност | 2013. | 1991.        | 1981.        | 1971.        | 1961.        |
| Бошњаци      | —     | 388 (54,65%) | 519 (54,98%) | 476 (51,40%) | 302 (45,07%) |
| Хрвати       | —     | 306 (43,10%) | 391 (41,42%) | 438 (47,30%) | 298 (44,48%) |
| Срби         | —     | 3 (0,42%)    | 2 (0,21%)    | 4 (0,43%)    | 40 (5,97%)   |
| Југословени  | —     | 8 (1,12%)    | 20 (2,11%)   | 6 (0,64%)    | 30 (4,47%)   |
| остали       | —     | 5 (0,70%)    | 12 (1,27%)   | 2 (0,21%)    | 0            |
| Укупно       | 588   | 710          | 944          | 926          | 670          |